# Edward Sikora
Edward Sikora (ur. 1 października 1930, zm. 24 grudnia 2019) – polski samorządowiec i urzędnik, w latach 1990–1996 wicewojewoda poznański.

## Życiorys
Ukończył studia ekonomiczne, przez wiele lat pracował w administracji. Od 1 grudnia 1990 do 31 maja 1996 zajmował stanowisko wicewojewody poznańskiego, następnie przeszedł na emeryturę. Później pracował jako doradca prezesa Banku Handlowego, zajmował też stanowisko szefa rady nadzorczej firmy budowlanej Pekabud-Morasko.
Został pochowany na Cmentarzu Komunalnym w Czerwonaku.